# Дубовец Бисашки
Дубовец Бисашки (хрв. Dubovec Bisaški) је насељено место у саставу града Светог Ивана Зелине, Загребачка жупанија, Хрватска.

## Историја
До територијалне реорганизације у Хрватској био је у саставу старе општине Свети Иван Зелина.

## Становништво
У попису становништва из 2011. године, Дубовец Бисашки је имао 86 становника.
| Број становника према пописима | Број становника према пописима | Број становника према пописима | Број становника према пописима | Број становника према пописима | Број становника према пописима | Број становника према пописима | Број становника према пописима | Број становника према пописима | Број становника према пописима | Број становника према пописима | Број становника према пописима | Број становника према пописима | Број становника према пописима | Број становника према пописима | Број становника према пописима |
| ------------------------------ | ------------------------------ | ------------------------------ | ------------------------------ | ------------------------------ | ------------------------------ | ------------------------------ | ------------------------------ | ------------------------------ | ------------------------------ | ------------------------------ | ------------------------------ | ------------------------------ | ------------------------------ | ------------------------------ | ------------------------------ |
| 1857                           | 1869                           | 1880                           | 1890                           | 1900                           | 1910                           | 1921                           | 1931                           | 1948                           | 1953                           | 1961                           | 1971                           | 1981                           | 1991                           | 2001                           | 2011                           |
| 54                             | 62                             | 66                             | 63                             | 72                             | 93                             | 85                             | 82                             | 89                             | 85                             | 87                             | 100                            | 106                            | 98                             | 83                             | 86                             |

Напомена: До 1900. исказивано под именом Дубовец.